# سم وایزمن
سم وایزمن (انگلیسی: Sam Weisman) (زاده ۲۱ مه ۱۹۴۷) کارگردان فیلم و تلویزیون، تهیه‌کننده فیلم و بازیگر سابق آمریکایی است. او کارگردانی فیلم‌هایی همچون دی۲: اردک‌های قدرتمند، خدانگهدار عشق، جرج جنگل، غریبه‌ها در شهر، بدترین چیزی که می‌تواند اتفاق بیفتد چیست؟ و دیکی رابرتس: ستاره کودک سابق را برعهده داشته است. وایزمن در سال ۱۹۷۳ از برنامه کارشناسی ارشد هنرهای زیبای دانشگاه براندایس در رشته بازیگری و کارگردانی دانش‌آموخته شد. او مدرک کارشناسی خود را در تاریخ موسیقی از دانشگاه ییل دریافت کرد، جایی که عضو دومین گروه آکاپلا با طولانی‌ترین سابقه در کشور، انجمن ارفیوس و باکوس بود.

## زندگی شخصی
برادر او، دیوید وایزمن، تهیه‌کننده فیلم بود.
سم وایزمن با بازیگر سابق ناتس لندینگ، کانستنس مک‌کشین ازدواج کرده است و آن‌ها دو فرزند دارند: مارگریت وایزمن، ویراستار کتاب، و دنیل وایزمن، که سابقاً مدیر موسیقی بوده و با کپیتال سیتیز، ویل و مایک پوزنر همکاری داشته است. او اکنون در مدیریت ثروت فعالیت می‌کند.

## اعتبارات کارگردانی / تهیه‌کنندگی
- دیکی رابرتس: ستاره کودک سابق (۲۰۰۳)
- بدترین چیزی که می‌تواند اتفاق بیفتد چیست؟ (۲۰۰۱)
- غریبه‌ها در شهر (۱۹۹۹)
- جورج جنگل (۱۹۹۷)
- خدانگهدار عشق (۱۹۹۵)
- دی۲: اردک‌های قدرتمند (۱۹۹۴)
- میمی و من (۱۹۹۱)
- هنر نیک بودن (۱۹۸۶)
- ببریمش خونه (۱۹۸۶)